# 梅尔特斯多夫
梅尔特斯多夫是德国莱茵兰-普法尔茨州的一个市镇。总面积6.47平方公里，总人口1633人，其中男性797人，女性836人（2011年12月31日），人口密度252人/平方公里。